# 二硒化锗
二硒化锗是一种无机化合物，化学式为GeSe2。它可由锗和硒按化学计量比反应，或硒化氢和四氯化锗反应得到：
{\displaystyle {\mathsf {Ge+2Se\ \xrightarrow {\ } GeSe_{2}}}}
{\displaystyle {\mathsf {GeCl_{4}+2H_{2}Se\ \xrightarrow {\ } GeSe_{2}+4HCl}}}
它和硒、联氨反应，可以得到黄色的(N2H5)4Ge2Se6。
{\displaystyle {\mathsf {2GeSe_{2}+2Se+5N_{2}H_{4}\ \xrightarrow {\ } (N_{2}H_{5})_{4}Ge_{2}Se_{6}+N_{2}}}}
它和硒化铅、硒化镓在高温反应，可以得到PbGa2GeSe6。